# Hồ Siling
Hồ Siling (tiếng Trung: 色林错; bính âm: Sèlín Cuò, âm Hán Việt: Sắc Lâm Thác; chữ Tạng: སེར་གླིང་མཚོ; ZWPY: Sêling Co), là một hồ tại Khu tự trị Tây Tạng. Hồ ở phía bắc của trấn Xainza (Thâm Trát). Về mặt hành chính, hồ thuộc địa phận của huyện Xainza và huyện Baingoin của địa khu Nagqu.
Hồ nằm trên cao độ 4530 mét và là một hồ nước mặn. Cấp nước cho hồ là các sông Za'gya Zangbo (扎加藏布) và Boques Tsangpo (波曲藏布).
Với diện tích 1865 km², Siling Co là hồ nước mặn lớn thứ hai ở phía bắc cao nguyên Thanh-Tạng và là một phần của Khu dự trữ tự nhiên Quốc gia Siling Co (Selincuo hay Xainza). Khu dự trữ rộng 400.000 ha được thành lập vào năm 1993 với loài sếu cổ đen và khoảng 120 loài chim. Tuy nhiên, tại chính hồ thì chỉ có một loài là Gymnocypris selincuoensis và bị các ngư dân khác thác. Đồng cỏ ven bờ hồ theo truyền thống được sử dụng làm nơi chăn thả bò Tây Tạng và cừu.
Nhiệt độ trung bình năm của hồ là từ -3 đến -0.6 °C, nhiệt độ trung bình cực đại là 9.4 °C. Lượng mưa bình quân năm là 290 mm, 90% trong đó tập trung từ tháng 6 đến tháng 9, mùa hè thường có mưa đá.